# Kabupaten de Pasuruan
Pour les articles homonymes, voir Pasuruan (homonymie).
Le kabupaten de Pasuruan, en indonésien Kabupaten Pasuruan, est un kabupaten qui entoure la ville de Pasuruan. Celle-ci a le statut de kota et est administrativement distincte du kabupaten, tout en en étant le chef-lieu.

## Géographie
La ville de Pasuruan est située sur la côte nord en bordure du détroit de Madura, à 75 km au sud-est de Surabaya, la capitale provinciale.
Le kabupaten est bordé :
- Au nord, par le détroit de Madura,
- À l'est, par le kabupaten de Situbondo,
- Au sud, par celui de Malang,
- À l'ouest, par celui de Sidoarjo.

## Population
La population du kabupaten est en majorité constituée de madurais. Le reste est essentiellement javanais.

## Histoire
En 1019 Airlangga, gendre d'un roi de l'est de Java assassiné en 1016, est proclamé souverain de la principauté de Pasuruan. En 1028, il se lance dans une offensive militaire contre les rebelles, qu'il finit par défaire en 1035. Airlangga installe alors sa capitale à Janggala, dans l'arrière-pays de l'actuelle Surabaya.
Dans les années 1530, Pasuruan est conquise par le royaume musulman de Demak dans le centre de Java. Au cours du XVIe siècle, la ville sera la seule puissance musulmane significative de la région. Le reste de Java Est constitue en effet la principauté de Blambangan hindouiste, avec laquelle Pasuruan est entre souvent en conflit. Il semble que vers 1600 Pasuruan conquiert la capitale de Blambangan.
Pasuruan est en tout cas l'objet de la rivalité entre Surabaya et le royaume de Mataram du centre de Java. En 1614 le Sultan Agung de Mataram attaque Surabaya et les principautés voisines, dont Pasuruan. Cette dernière est défaite en 1616.
Pasuruan sera le refuge et la base de l'ancien esclave et rebelle balinais Surapati. Celui-ci s'était enfui de Batavia. Après s'être rendu, il s'était enrôlé dans les troupes de la VOC (Compagnie néerlandaise des Indes orientales en 1683, pour prendre de nouveau le maquis en 1684. Une coalition formée par la VOC, Mataram et le prince Cakraningrat II de Madura finira par tuer Surapati en 1706 et conquérir Pasuruan en 1707.
Au cours du XIXe siècle, alors que le gouvernement colonial applique sa politique de cultuurstelsel (système de cultures forcées) dans laquelle les paysans javanais doivent consacrer le quart de leurs terres ou de leur temps à des cultures commerciales, la région de Pasuruan est un centre important de plantations de canne à sucre.

## Archéologie
- Le Candi Gunung Gangsir est situé dans le village de Gunung Gangsir, à environ 18 kilomètres de Pasuruan. Il est construit en brique.
- Le Candi Jawi se trouve à Pandaan, au pied du volcan Welirang. Sa construction a commencé vers 1280 et s'est achevée en 1332. Mêlant les éléments shivaîtes et bouddhiques, c'est un monument funéraire dédié à Kertanagara, le dernier roi de Singasari, assassiné en 1292 lors de la rébellion du prince Jayakatwang de Kediri.

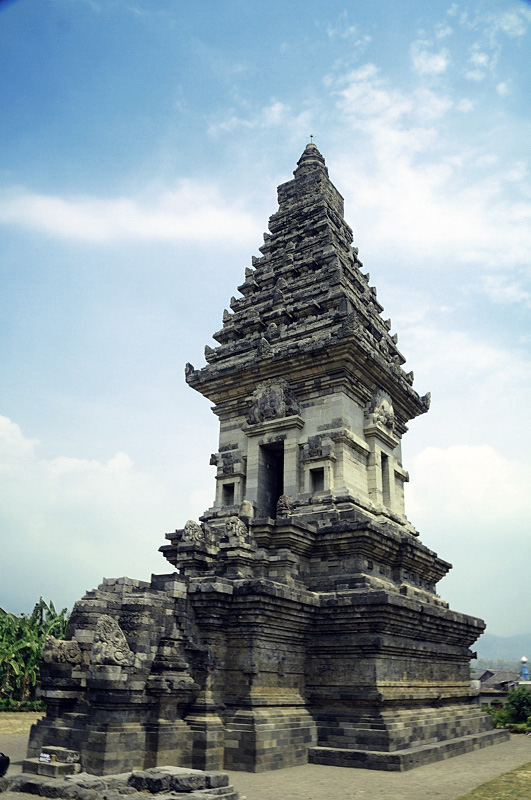
Le Candi Jawi
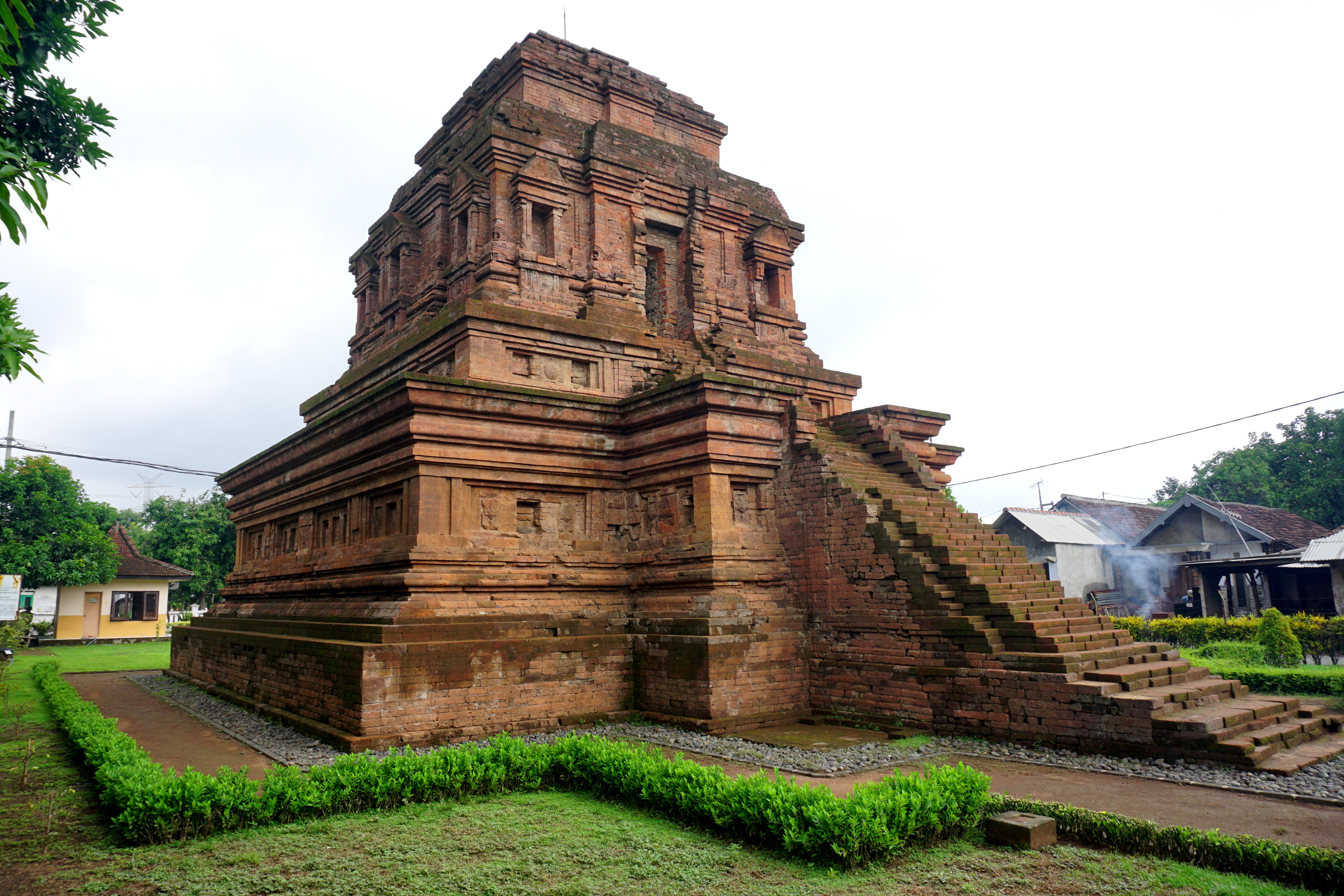
Le Candi Gunung Gangsir

## Lesadipatide Pasuruan avant la République
- 1617-1645 Kiai Gede Kapulungan sous le titre de Kiai Gedee Dermoyudho I
- 1645-1657 Kiai Gedee Dermoyudho II, fils du précédent
- 1657 -1671 Mas Pekik de Surabaya, sous le titre de Kiai Dermoyudho III
- 1671-1686 Kiai Onggojoyo de Surabaya, fils du précédent

### Époque duroyaume de Mataram
- 1686-1706 Untung Suropati, sous le titre de Raden Adipati Wironegoro
- 1706-1743 Rahmat, fils de Suropati, sous le titre de Raden Ario Wironegoro
- 1707 Kiai Onggojoyo, sous le titre de Dermoyudho IV

## Lieux

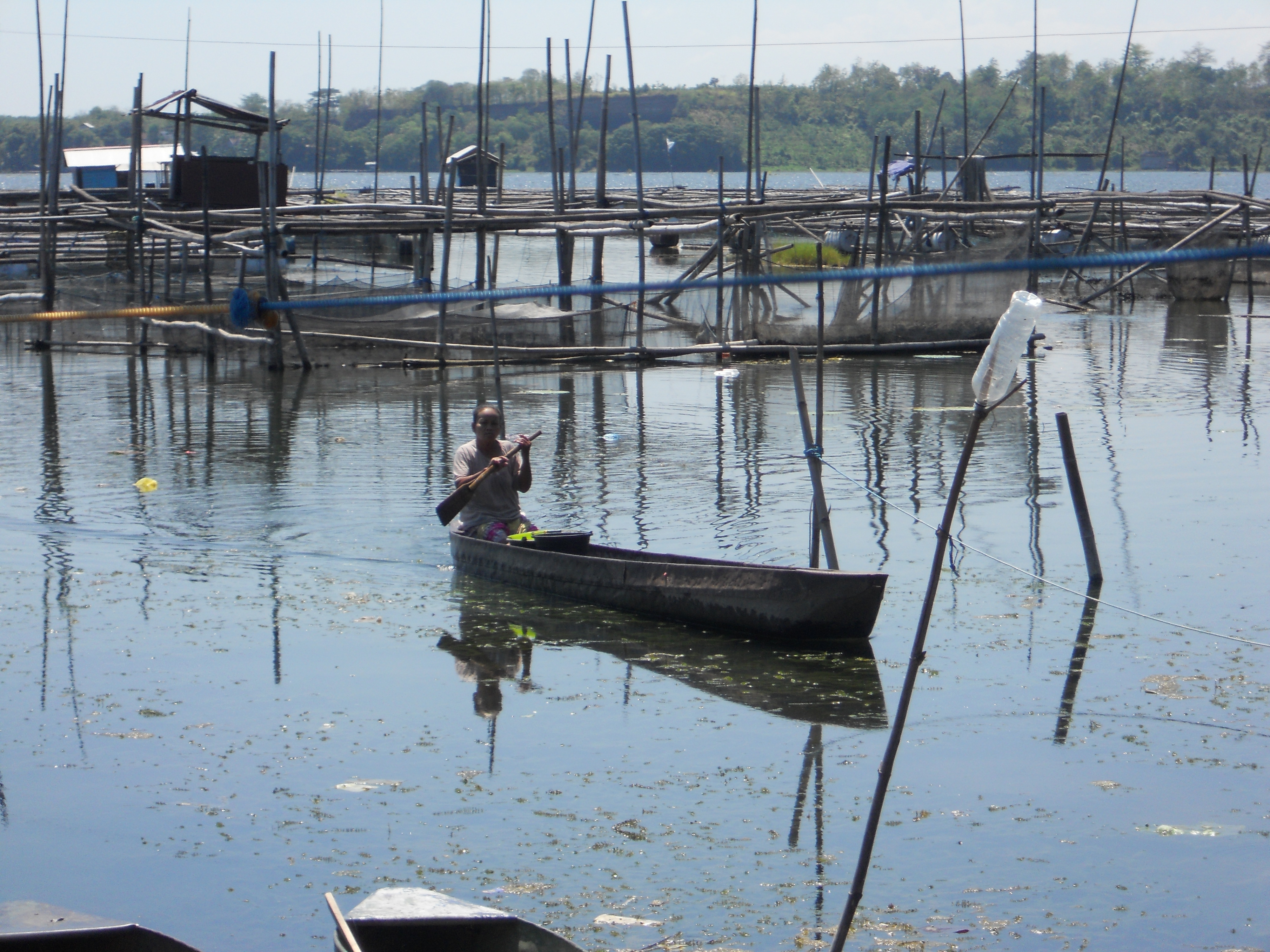
Pisciculture sur le lac Ranu Grati
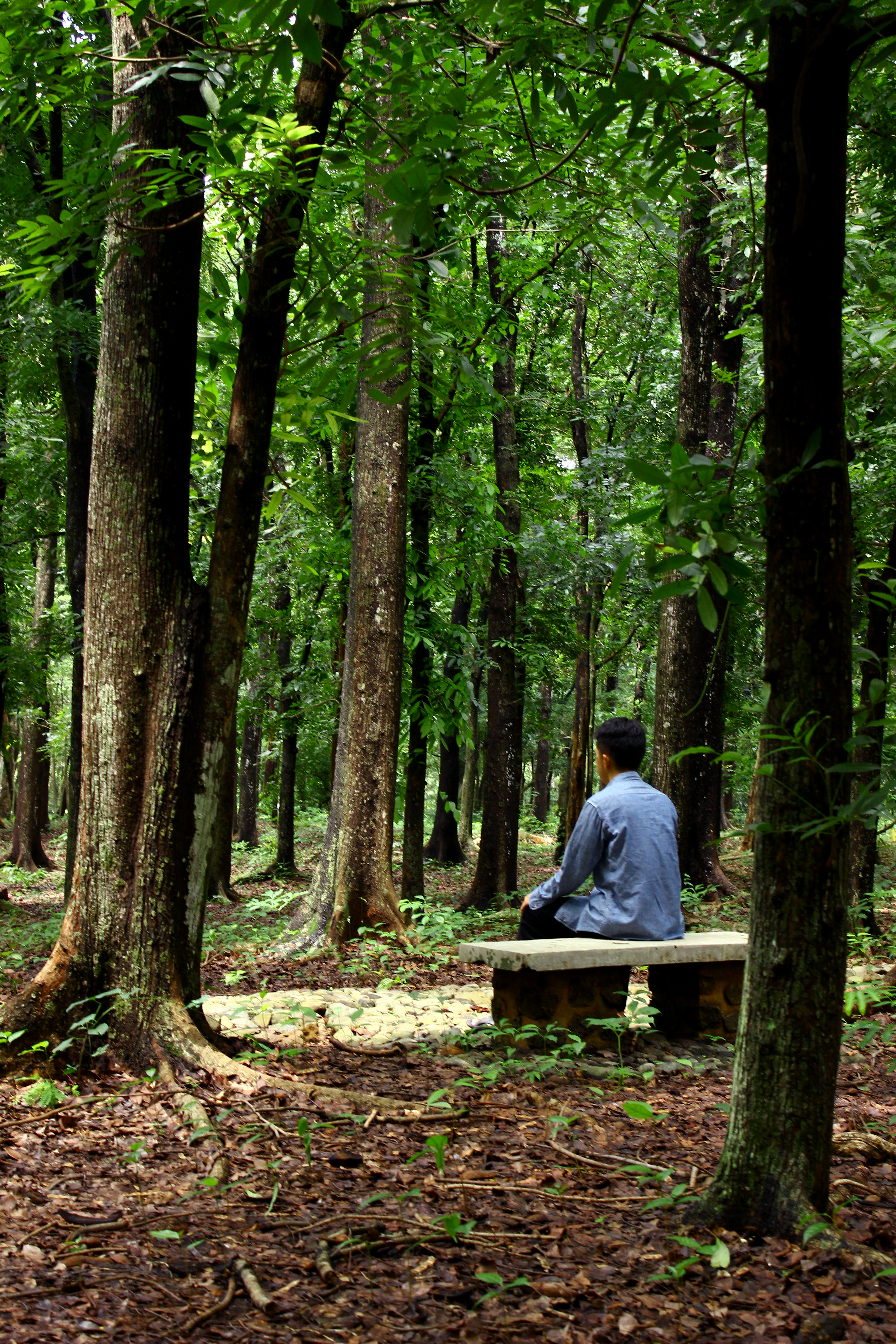
Le jardin botanique de Purwodadi